# Obwód Siemianówka Armii Krajowej
Obwód Siemianówka – jednostka terytorialna Związku Walki Zbrojnej, a później Armii Krajowej. 
Obwód wchodził w skład Inspektoratu Południowego Okręgu Lwów Obszaru Południowo-Wschodniego AK.

## Komendanci obwodu
- Józef Tuła,
- Henryk Dawiskiba.